# Świadkowie Jehowy w Ghanie
Świadkowie Jehowy w Ghanie – społeczność wyznaniowa w Ghanie, należąca do ogólnoświatowej wspólnoty Świadków Jehowy, licząca w 2023 roku 153 657 głosicieli, należących do 2484 zborów. W 2023 roku na dorocznej uroczystości Wieczerzy Pańskiej zgromadziło się 368 436 osób (około 1% mieszkańców). Miejscowe Biuro Oddziału, koordynujące działalność ghańskich głosicieli, mieści się w Akrze. Sale Zgromadzeń znajdują się w miastach: Akra, Somanya, Sunyani, Agbozume, New Gbawe, Koforidua, Nyanyamu, Swedru, Tarkwa, Sekondi-Takoradi i Kumasi. Jedna z 27 wspólnot Świadków Jehowy na świecie, których liczebność przekracza 100 000 głosicieli.

## Historia

### Początki
W latach 20. XX wieku pierwszym wyznawcą, który głosił w obecnej Ghanie, był pochodzący z Jamajki William R. Brown (nazywany często Brown-Biblia [Bible Brown]). Prowadził działalność w miastach Akra i Koforidua. W roku 1924 pojawili się pierwsi ghańscy wyznawcy. 27 kwietnia 1927 roku została ochrzczona kolejna grupa wyznawców. Pod koniec lat 20. XX wieku działalność w Navrongo, Tamale i Wa prowadzili J.O. Blankson i C. Caesar. W roku 1932 W.R. Brown przemierzył Złote Wybrzeże, wyświetlając Fotodramę stworzenia. W roku 1936 działało 50 głosicieli. W 1937 roku Świadkowie Jehowy zaczęli tłumaczyć publikacje biblijne na miejscowe języki. 

### Rozwój działalności

#### Lata 40.
W roku 1942 zorganizowano pierwsze kongresy dla około 350 działających wówczas głosicieli, w roku 1946 liczba ta wzrosła do przeszło 500, należących do 33 zborów. 17 czerwca 1947 roku przybyli pierwsi misjonarze Szkoły Gilead.
W połowie grudnia 1947 roku kraj odwiedziło dwóch przedstawicieli Towarzystwa Strażnica – Nathan H. Knorr i Milton G. Henschel, którzy zorganizowali pierwszy ogólnokrajowy kongres pod hasłem „Rozrost wszystkich narodów”, na który przybyły również delegacje z Liberii, Sierra Leone i Nigerii. 1 stycznia 1948 roku otwarto w stolicy Biuro Oddziału; zorganizowano ponownie duże zgromadzenie krajowe z udziałem przedstawicieli Towarzystwa Strażnica, na którym było obecnych przeszło 2500 osób. W kraju działało 1134 głosicieli. W roku 1949 przekroczono liczbę 2000 głosicieli.

#### Lata 50. i 60.
W roku 1952 N.H. Knorr i M.G. Henschell wygłosili przemówienia w Akrze. W 1953 roku w Ghanie działało około 3000, w 1956 roku – ponad 6000, a w 1967 roku – 10 000 głosicieli. W styczniu 1959 roku w Kumasi odbyło się zgromadzenie, przemówienie wygłosił Milton Henschell z Biura Głównego Świadków Jehowy.

#### Lata 70.
W styczniu 1970 w Akrze odbył się kongres pod hasłem „Pokój na ziemi” z udziałem 32 023 osób, a w grudniu 1970 roku kongres pod hasłem „Ludzie dobrej woli” z udziałem 14 526 osób (662 zostały ochrzczone). W roku 1973 w Akrze odbył się kongres pod hasłem „Boskie zwycięstwo”. W roku 1975 zanotowano liczbę ponad 21 000 głosicieli. W dniach od 20 do 24 grudnia 1978 roku w Akrze oraz w Kumasi odbyły się kongresy pod hasłem „Zwycięska wiara”, uczestniczyło w nich 61 595 osób.

#### Lata 80.
W 1984 roku w stolicy otwarto nowe Biuro Oddziału. W 1987 roku zanotowano liczbę 32 211 głosicieli, a na Pamiątce śmierci Jezusa Chrystusa zebrało się 122 936 osób.
W czerwcu 1989 roku zanotowano przeszło 34 400 głosicieli, choć na publiczną działalność kaznodziejską władze państwowe nałożyły ograniczenia.

#### Lata 90.
Zakaz ten uchylono 31 października 1991 roku, a w połowie roku 1995 liczba Świadków Jehowy w Ghanie wynosiła już 46 104. W tym też roku zorganizowano pomoc humanitarną dla poszkodowanych przez powódź. W 1997 roku zanotowano liczbę przeszło 52 800 głosicieli. W 1999 roku było ich już ponad 60 000. W tym samym roku w Ghanie było 237 Sal Królestwa, a budowano 275 nowych. Rocznie powstaje średnio 60 nowych Sal Królestwa.

#### XXI wiek
W sierpniu 2001 roku zanotowano kolejną najwyższą liczbę głosicieli – 68 152. W 2002 roku otwarto Salę Zgromadzeń na 10 000 miejsc. W roku 2003 odbył się też kolejny kongres międzynarodowy pod hasłem „Oddajcie chwałę Bogu”. W 2004 roku wydano Chrześcijańskie Pisma Greckie w Przekładzie Nowego Świata (Nowy Testament) w języku twi.
5 marca 2005 roku na uroczystość otwarcia nowego Biura Oddziału przybyły 3243 osoby. Oddano do użytku 3 dodatkowe budynki mieszkalne, 50 pomieszczeń biurowych, budynek gospodarczy i Salę Królestwa. Obecnie biuro to nadzoruje tłumaczenie i druk literatury religijnej na języki ewe, gã i twi. W roku 2006 przekroczono liczbę 80 000 głosicieli. W 2007 roku na kongresach pod hasłem „Naśladuj Chrystusa!” ogłoszone wydanie Chrześcijańskich Pism Greckich w Przekładzie Nowego Świata w języku ewe. W 2008 roku wydano Pismo Święte w Przekładzie Nowego Świata w języku twi (Akuapem).
Od 3 do 6 grudnia 2009 roku w Akrze odbył się kongres międzynarodowy pod hasłem „Czuwajcie!” z udziałem ponad 55 tysięcy obecnych, w tym 2 tysięcy delegatów z 16 krajów.
W 2010 roku przekroczono liczbę 100 000 głosicieli. W 2011 roku 311 321 osób było obecnych na Pamiątce (ok. 1,3% mieszkańców). Pod koniec roku 2011 do kraju przybyli misjonarze ze 131. klasy Szkoły Gilead. Zorganizowano również pomoc humanitarną dla poszkodowanych przez powódź. W latach 1987–2012 miejscowi wyznawcy pomogli nauczyć się czytać i pisać ponad 9000 osób. W 2013 roku wydano Chrześcijańskie Pisma Greckie w Przekładzie Nowego Świata w języku twi (dialekt Asante). W roku 2014 przekroczono liczbę 125 tysięcy głosicieli. 10 października 2014 roku na kongresach pod hasłem „Szukajmy najpierw Królestwa Bożego!” ogłoszono wydanie Chrześcijańskich Pism Greckich w Przekładzie Nowego Świata w języku ga, a 29 grudnia Pisma Świętego w Przekładzie Nowego Świata w języku ewe.
Latem 2015 roku zorganizowano pomoc humanitarną dla poszkodowanych przez powódź.
26 listopada 2016 roku wydano Chrześcijańskie Pisma Greckie w Przekładzie Nowego Świata w języku nzema, a 22 listopada 2019 roku na kongresie regionalnym pod hasłem „Miłość nigdy nie zawodzi!” w miejscowości Bawia ogłoszono wydanie całego Pisma Świętego w Przekładzie Nowego Świata w tym języku (językiem nzema posługuje się około 1530 głosicieli w Ghanie). Na kongresie pod hasłem „Miłość nigdy nie zawodzi!” było obecnych 3051 osób.
7 kwietnia 2020 roku w związku z pandemią COVID-19 program uroczystości Pamiątki śmierci Jezusa Chrystusa nadały stacje radiowe i telewizyjne. 7 marca 2021 roku Kenneth Cook, członek Ciała Kierowniczego, ogłosił w nagranym wcześniej przemówieniu wydanie zrewidowanego Pisma Świętego w Przekładzie Nowego Świata w języku twi (Akwapim). W związku z pandemią COVID-19 zorganizowano specjalne zebranie w trybie wideokonferencji, transmitowane przez telewizję satelitarną, z którego skorzystało przeszło 98 000 głosicieli posługujących się tym językiem. W 2020 roku osiągnięto liczbę 147 481 głosicieli.
24 kwietnia 2022 roku Mark Sanderson, członek Ciała Kierowniczego, w nagranym wcześniej przemówieniu, ogłosił wydanie zrewidowanego Pisma Świętego w Przekładzie Nowego Świata w języku twi (Aszantowie). W ciągu 10 lat odkąd pierwszy raz wydano w tym języku Pismo Święte w Przekładzie Nowego Świata, liczba głosicieli w Ghanie mówiących językiem twi (Aszantowie) wzrosła z 67 000 do około 98 000.
W roku 2023 osiągnięto liczbę 153 657 głosicieli. Od 11 kwietnia do 11 czerwca 2024 roku w Muzeum Narodowym Ghany w Akrze eksponowano specjalną wystawę dotycząca prac tłumaczeniowych Świadków Jehowy pt. „Walka z analfabetyzmem i upowszechnianie wiedzy biblijnej w rdzennych językach Ghany”.
28 czerwca 2024 roku podczas kongresu regionalnego pod hasłem „Głośmy dobrą nowinę! Freeman Abbey, członek miejscowego Komitetu Oddziału ogłosił wydanie w języku fante Ewangelii Mateusza w Przekładzie Nowego Świata. W Sali Zgromadzeń w Sekondi-Takoradi w Ghanie zgromadziło się 1230 osób, a dodatkowo 2022 osób korzystało z programu za pośrednictwem wideokonferencji. W 2024 roku w 158 zborach było około 9700 głosicieli posługujących się tym językiem.
Kongresy odbywają się w 10 językach: angielskim, adangme, amerykańskim migowym, dagara, ewe, fante, frafra, gã, nzema i twi. Działalność kaznodziejska jest również prowadzona wśród osadzonych w więzieniach. W ghańskim Biurze Oddziału i Biurach Tłumaczeń literatura biblijna jest tłumaczona na języków 12, m.in. na twi, ewe, gã, adangme, nzema, frafra i dagara. Ponadto publikacje audio i wideo są nagrywane w językach twi, ewe i gã.